# Felszólítás Marosvásárhely hű polgáraihoz
A Felszólítás Marosvásárhely hű polgáraihoz egy Marosvásárhelyen 1848. április 15-én megjelent kétoldalas kisnyomtatvány. Tartalma egy kiáltvány a következő szöveggel:

„
Felszólítás Marosvásárhely hű polgáraihoz.
Szeretett polgártársaink! Ha mult századokban a’ Magyar patakkal ontotta vérét Európa keresztény népeiért
a’ roppant Török hatalom terjedését gátolva: most ugyan azon népek viszsza adák a’ köl-tsönt, véröket
ontván a’ Magyar szabadságaért is... Pólgártársaink!... Isten hozza el minél hamarább, mint már
megmutatott: nevelje föl... élőfáját az igaz és törvé-nyes szabadságnak, virágoztassa és gyümölcsöztesse a’ mi
értünkre, ’s utánunk gyermekeink, unokáink számára ezer iziglen!
Maros-vásárhelyt. Április 15-kén 1848.
PÉTERFI József; REICH Károly; KOVÁCS Dániel; DABÓCZI János sat. sat. sat. (Marosvásárhely?) s.n.; 
”

„
Magyarország újjászületett. Van jó királya, nádora, független minisztériuma, kegyes Zsófia főhercegnője. Nincs különbség
polgár és polgár között, mindenki egyaránt szabad. Májusig, ameddig a választásokra várni kell, amelyet követően
Magyarország és Erdély egyesül, mindenki őrizze meg nyugalmát és vigyázzon a közbékére.”

Az osztrák katonai közigazgatás az 1848-as forradalom leverése után a nyomtatott röpiratokat összeszedte és Bécsbe szállította. Olyan nagy mennyiségű rendezetlen anyag gyűlt így össze, hogy éppen emiatt alkalmatlanná vált arra a célra, ami miatt összegyűjtötték, mégpedig, hogy felhasználják a szabadságharcot követő perekben. Azt sem lehetett volna már megállapítani, hogy ki terjesztette és olvasta őket.
Az Osztrák Nemzeti Könyvtár jogelődje, a Hofbibliothek 1918 után, a császári gyűjtemények államosítását követően és a Monarchia bécsi székhelyű intézményeinek felszámolása, minisztériumainak átszervezése nyomán jutott számos kisnyomtatványhoz, plakáthoz.
Ez a röpirat is az Osztrák Nemzeti Könyvtár (Österreichische Nationalbibliothek)  Bécsben található  állományából került elő és 1998-ban Rákóczy Rozália az „1848-1849-es erdélyi és partiumi kisnyomtatványok” című könyvanalitikájában néhány hasonló úton újra hozzáférhetővé vált kisnyomtatvánnyal együtt közölte a teljes szövegét.
Egy másik úton is fennmaradt ennek a röplapnak a nyoma.
Koncz József 1887-ben megjelent A marosvásárhelyi evang. reform. kollegium könyvnyomdájának százéves története című munkájában nem csak a nyomdában használt eszközök és a nyomda tulajdonosságának részletes történetét írja le, hanem  közli a könyvnyomda címjegyzékét is. Ebben azt olvashatjuk a röpirat egyik példányáról, hogy „Báró Apor Károly proclamatió gyűjteményében az erdélyi Múzeum levéltárában Kolozsvártt”  található, mégpedig ezzel a bejegyzéssel: „1848. Ápril 15: Péterfi József,  R e i ch  K á r o l y , Kovács Dániel és Dabóczi János felszólítása Marosvásárhely hű polgáraihoz, fol. 2 lap”
A  könyvnyomda címegyzéke nyomán a röplap négy aláírójából kettőnek életéről is összegyűjtötte az anyagokat Szinnyei József a sokféle nyomdai termékre, folyóiratra,  54 ezer gyászjelentésre és kérdőíveken bekért önéletrajzokra alapozott „Magyar írók élete és munkái”-ban, hiszen úgy tartotta, hogy: „Miként a hadviselésnél nem egyedül a hadvezérek nyerik meg a csatát, úgy az irodalomban is minden közmunkás figyelmet érdemel a kutató részéről.”
A kiáltvány első aláírója és feltehetően írója kibédi Péterfi József református esperes-lelkész (marosszéki Sóvárad község, 1796. március 29.  – Marosvásárhely, 1873. július 11.) Péterfi 52 éves volt, amikor a marosvásárhelyi nemzetőrség az elsők között, már 1848 áprilisának közepén megalakult, és, mint azt Imreh Sándor, az akkor 18 éves nyomdászsegéd később az emlékirataiban feljegyezte, Péterfi elsőként jelentkezett a nemzetőrségbe. Ugyancsak áprilisban tette közzé a „Felszólítása Marosvásárhely hű polgáraihoz” kiáltványt.  1867. március 17-i beszédét is kinyomtattatta: „Egyházi beszéd, mondotta Magyarország alkotmányának visszaállításakor”.
A kiáltvány negyedik aláírója Dabóczi János (1789 – Marosvásárhely, 1876. szeptember 7.) iparos polgár és református egyházi tanácsos. Szinnyei a kiáltványt az ő művének is tekinti.  Dabóczi János  87 évet élt.